# Dziedzickia clio
Dziedzickia clio är en tvåvingeart som beskrevs av Lane 1954. Dziedzickia clio ingår i släktet Dziedzickia och familjen svampmyggor. Inga underarter finns listade i Catalogue of Life.